# Mangan(IV) fluoride
Mangan(IV) fluoride là hợp chất vô cơ có thành phần chính gồm hai nguyên tố mangan và fluor, với công thức hóa học được quy định là MnF4. Hợp chất này là hợp chất mangan fluoride cao nhất. Nó là một tác nhân oxy hóa mạnh và được sử dụng như một phương thức để làm sạch nguyên tố fluor.

## Điều chế
Mangan(IV) fluoride đã được điều chế lần đầu tiên vào năm 1961 bởi phản ứng của hợp chất mangan(II) fluoride hoặc các hợp chất mangan(II) khác, với một luồng khí fluor ở nhiệt độ 550 °C; dòng khí MnF4 được thổi vào dòng khí và ngưng tụ trên chốt đông lạnh. Đây vẫn là phương pháp điều chế phổ biến mặc dù việc thăng hoa có thể tránh được bằng cách tăng áp suất fluor (4,5–6 bar ở mức nhiệt từ 180 đến 320 ℃) và cơ chế khuấy bột để tránh làm thiêu kết hạt.
Cách điều chế khác cho ra hợp chất MnF4 bao gồm phương pháp fluor hóa MnF2 bằng krypton difluoride, hoặc với F2 trong dung dịch hydro fluoride dạng lỏng dưới tác dụng của ánh sáng cực tím. Mangan(IV) fluoride cũng đã được điều chế (nhưng không cô lập) trong phản ứng gốc axit giữa antimon pentafluoride và K2MnF6 như là một phần của phương pháp tổng hợp hóa học của fluor nguyên tố.
K2MnF6 + 2SbF5 → MnF4 + 2KSbF6